# Phyllonorycter chiclanella
Phyllonorycter chiclanella là một loài bướm đêm thuộc họ Gracillariidae. Nó được tìm thấy ở Tây Ban Nha, Bồ Đào Nha và Madeira.

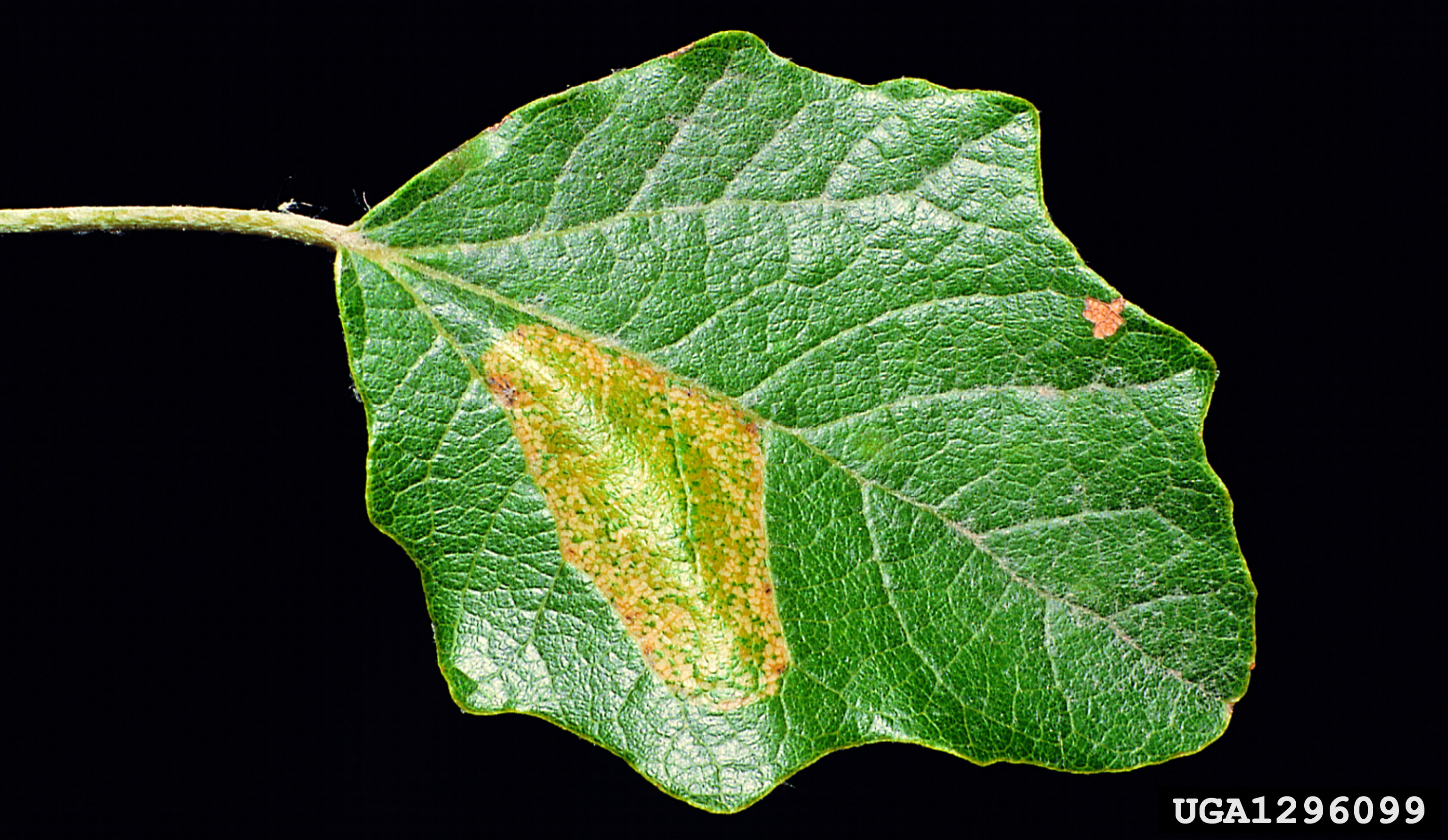
Mine of Phyllonorycter comparella

Ấu trùng ăn Populus alba. Chúng ăn lá nơi chúng làm tổ. They create a mine that is identical to the mine of Phyllonorycter comparella.